# Susanne Ulfsäter
Susanne Ulrika Ulfsäter, under en tid Sundgren, född 25 maj 1939 i Västervik, är en svensk skådespelare och naprapat.

## Biografi
Susanne Ulfsäter och Arnold Stackelberg spelade huvudrollerna i kultfilmen Susanne av Kit Colfach från 1960. Colfach ville med filmen varna för konsekvenserna av ungdomars framfart i trafiken. Om raggarna och filmen berättade Sten Berglind i sin bok Raggare från 2005.
Ulfsäter har arbetat som kontorist och senare naprapat med egen firma.

### Familj
Susanne Ulfsäter var under åren 1963–1982 gift med filmexperten Nils Petter Sundgren (1929–2019), med vilken hon också översatte böcker. Hon är dotter till Esbjörn Ulfsäter, syster till Agneta Ulfsäter-Troell, dotterdotter till Arre Essén och faster till Richard Ulfsäter.

## Filmografi
- 1960 – Susanne där hon spelade huvudrollen Susanne

## Översättningar (urval)
(Samtliga översatta tillsammans med Nils Petter Sundgren)
- Patricia Moyes: Stjärnfall (Falling star) (Wahlström & Widstrand, 1965)
- Hammond Innes: Det vita vattnet (The Strode venturer) (Bonnier, 1965)
- Ellery Queen: Och på åttonde dagen ... (And on the eight day) (Bonnier, 1966)
- Groucho Marx: Brevställning (The Groucho letters) (PAN/Norstedt, 1969)
- Tom Wolfe: Pumphusgänget och andra nya kulturer i Amerika och England (The Pump house gang) (PAN/Norstedt, 1971)